# Actumnus antelmei
Actumnus antelmei is een krabbensoort uit de familie van de Pilumnidae. De wetenschappelijke naam van de soort is voor het eerst geldig gepubliceerd in 1942 door Ward.